# Sanjiang
För andra betydelser, se Sanjiang (olika betydelser).
Sanjiang, även romaniserat Sankiang, är ett autonomt härad för dongfolket som lyder under Liuzhous stad på prefekturnivå i den autonoma regionen Guangxi i sydligaste Kina.

## Källa
1. ↑  ”worldpostmarks.net”. Arkiverad från originalet den 2 januari 2015. https://web.archive.org/web/20150102101710/http://worldpostmarks.net/HTML%20Countries/china.htm. Läst 11 november 2015.